# Vormarsch im Osten
Vormarsch im Osten. Brandfackeln über Polen ist ein Antikriegsroman von Konrad Seiffert von 1931.

## Inhalt
Der Ich-Erzähler berichtete über den raschen Vormarsch deutscher Truppen durch Russisch-Polen im Ersten Weltkrieg.
Er beschreibt dabei in eindrücklichen Worten das Elend der Bevölkerung, das er dort sah:

„Ihre Blicke griffen nach uns, krallten sich an uns fest, höhnten, verfluchten, schrien auf, bebten, bettelten, stammelten. Grauenhafte Blicke aus großen Angstaugen, aus Wahnsinnsaugen, aus Augen von Sterbenden, Hinsinkenden, von Zertretenen griffen und krallten nach uns. Wir waren ihnen preisgegeben. Wir fühlten unsere Ohnmacht diesen Blicken gegenüber. Wir wurden still, senkten die Gesichter, sahen auf die zerfahrene, aufgerissene Straße unter unsern Füßen oder auf den Rücken des Vordermannes. Und marschierten, marschierten, Tag und Nacht.
Unbeschreiblich war das Elend der gemarterten und verendenden Menschen und Tiere. Das waren nicht
einzelne Menschen mehr, die da an uns vorbeischlichen und neben uns verreckten, das war ein einziger Strom von Elend, in dem das Einzelschicksal unbemerkt ertrank. Es war ein einziger großer, qualvoller
Schrei von Weh, Blut, Pesthauch, Jammer, Angst. Der stand um uns Tag und Nacht.“

Sehr schnell kam es zu einem Gefühl der Abstumpfung.

„Mit dem Gleichgültig werden geht es fabelhaft leicht. Man gewöhnt sich an all das Gräßliche, wie man sich an Marmelade gewöhnt.“

Der Erzähler hinterfragte ethische Werte im Vergleich zum aktuellen Handeln.

„Ist das nicht ein Jammer? Wie ein Stück Vieh benimmt man sich! Stiehlt, schießt tot, brennt Häuser
nieder, erpreßt, frißt, säuft. Wozu?“

Am Ende erlebte der sterbende Ich-Erzähler eine apokalyptische Vision der Kriegstoten.

„Jetzt mischte sich in den feierlichen Duft der Altarkerzen der süßliche Dunst des Blutes. Es roch nach Leichen. Gestank würgte den Weihnachtsduft.
Und dann lagen alle Leichen aller Schlachtfelder auf dem Altar, die verfaulten und die verfaulenden, die verstümmelten, die zerrissenen, die zerdrückten, die aufgedunsenen, die blau und schwarz und gelb gewordenen, die von den Maden zerwühlten. Zu Bergen lagen sie getürmt auf dem Altar. Es war ein Riesenaltar. Weiße und braune Maden krochen über den Altar und über die Leichen.
Hoch über den Bergen aus Fäulnis und Gestank hing silbern der Leib des Erlösers am Kreuz aus schwarzem Holz.
Auf der Spitze des höchsten Berges lag ich. Maden krochen über mein Gesicht.“

## Hintergründe
Konrad  Seiffert zog als Kriegsfreiwilliger seit 1914 an die Westfront und durch den Osten. Dort machte  er sehr ernüchternde Erfahrungen.
In den 1920er Jahren engagierte er sich in der sozialistischen Bewegung, auch gegen nationalistische und völkische Tendenzen. 1931 veröffentlichte Seiffert den Bericht Vormarsch im Osten. Brandfackeln über Polen im pazifistischen Fackelreiter-Verlag über seine Erfahrungen im Ersten Weltkrieg. Er wollte damit bewusst auf die Grausamkeiten eines Krieges hinweisen und auch vor den erstarkenden Kriegsbestrebungen seiner Zeit warnen.
1933 wurde das Buch verboten und der Autor kurzzeitig verhaftet.

## Ausgabe
- Konrad Seiffert: Vormarsch im Osten. Brandfackeln über Polen. Fackelreiter-Verlag Hamburg-Bergedorf, 1931, 173 Seiten

Bisher gab es keine Neudrucke.